# Viquipèdia en persa
La Viquipèdia en persa (persa: ویکی‌پدیا، دانشنامهٔ آزاد romanitzat com a Vikipediā, Dānešnāme-ye Āzād) és l'edició en persa de la Viquipèdia. Va ser creada el gener del 2004. El gener del 2006 va arribar als 10.000 articles i era la 38a Viquipèdia més gran en nombre d'articles. L'abril del 2010 va superar els 91.600 articles i el 19 de febrer de 2013 va arribar als 300.000 articles, situant-se com la 18a viquipèdia per nombre d'articles. Actualment, (març 2025) té 1.018.167 articles.
La Viquipèdia en persa és diferent de la majoria de Viquipèdies, ja que el persa s'escriu de dreta a esquerra (una versió modificada de l'alfabet àrab).